# Methodius van Thessaloniki

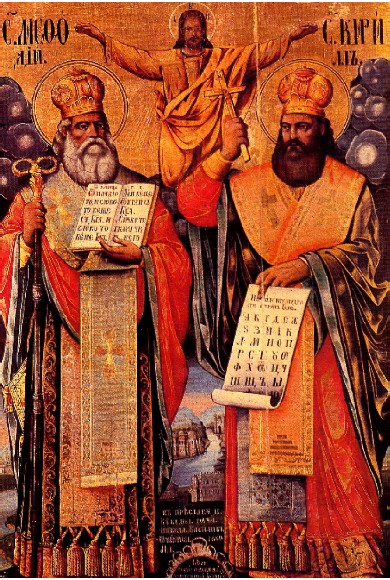
Methodius (links) en Cyrillus van Saloniki. Icoon uit de 19de eeuw uit Boekarest

Methodius (Grieks:  Μεθόδιος, Methodios; Oudkerkslavisch: Мефодии. Mefodiij) (Thessaloniki, tussen 815 en 820 - Groot-Moravische Rijk, 6 april 885) was een Grieks-Byzantijnse academicus, aartsbisschop van het Groot-Moravische Rijk, waarvan Moravië het middelpunt was.
Methodius was de hoofdvertaler van de Bijbel in het Oudkerkslavisch. Deze Bijbel werd geschreven in het Glagolitisch alfabet, dat bedacht werd door zijn broer Cyrillus van Saloniki.
Zijn feestdag is (samen met Cyrillus) 14 februari (vroeger 7 juli en/of 6 april). Hij is onder andere de patroon van Europa, Bohemen, Bulgarije, Tsjechië.